# Klára és Szerafina
A Klára és Szerafina (avagy a kalózok) (olaszul Chiara e Serafina ossia i pirati) Gaetano Donizetti kétfelvonásos operája (opera semiseria). A librettót Felice Romani írta René Charles Guilbert de Pixérécourt La Cisterne című drámája alapján. Az opera ősbemutatójára 1822. október 26-án került sor a milánói Scalában. Magyarországon még nem játszották.

## Szereplők
| Szereplő                                                  | Hangfekvés           | Az ősbemutató szereposztása |
| --------------------------------------------------------- | -------------------- | --------------------------- |
| Chiara (Klára)                                            | szoprán              | Isabella Fabbrica           |
| Serafina (Szerafina)                                      | mezzoszoprán         | Rosa Morandi                |
| Don Ramiro, Minorca podestájának a fia, Szerafina jegyese | tenor                | Savino Monelli              |
| Picaro, Don Fernando egykori szolgája, most kalóz         | bariton vagy basszus | Antonio Tamburini           |
| Lisetta, Sancio és Agnese lánya                           | alt vagy szoprán     | Maria Gioja-Tamburini       |
| Agnese, Belmonte várának felügyelője                      | mezzoszoprán         | Carolina Sivelli            |
| Don Meschino, együgyü falusi ember                        | próza                | Nicola de Grecis            |
| Don Fernando, Szerafina gyámja                            | tenor                | Carlo Poggiali              |
| Don Alvaro, Szerafina és Klára apja, hajóskapitány        | próza vagy basszus   | Carlo Pizzochero            |
| Gennaro, a kalózok vezetője                               | próza                | Carlo Poggiali              |
| Spalatro, a kalózok vezetője                              | próza                | Carlo Dona                  |
| Parasztok, őrök és kalózok.                               |                      |                             |

## Cselekménye
Don Alvarót, valamint lányait, Klárát és Szerafinát elrabolják az algériai kalózok. A spanyol királyi udvarban Don Fernando, Don Alvaro ellensége eltitkolja az esetet és távollétüket az udvartól árulással magyarázza. Így reméli, hogy megszerezheti a gyámságot Szerafina felett és ezáltal szert tehet óriási vagyonára. Szerafina azonban Don Ramiróba szerelmes, egy mallorcai úriemberbe. Annak érdekében, hogy megszabaduljon Ramirótól, Don Fernando felbuzdítja a szolgáját, Picarót, hogy adja ki magát Alvarónak. Picaro bejelentkezik Don Ramirónál, mint Szerafina apja, és azt mondja, hogy tíz év távollét után azért jött vissza, hogy megakadályozza házasságukat. Időközben Alvaro barátainak sikerül kiszabadítaniuk őt lányaival együtt. Spanyolország felé hajózva viharba keverednek és Mallorcán kötnek ki, időben érkezve, hogy megakadályozzák Don Fernando további mesterkedéseit. A lányok leleplezik Picarót, Don Ramiro boldogságában pedig megkéri Szerafina kezét.